# 大和田駅 (北海道)
大和田駅（おおわだえき）は、北海道（留萌振興局）留萌市大和田3丁目にあった北海道旅客鉄道（JR北海道）留萌本線の駅（廃駅）である。電報略号はワタ。事務管理コードは▲121508であった。
廃止前までは深川方面の列車2本が当駅を通過していた。

## 歴史

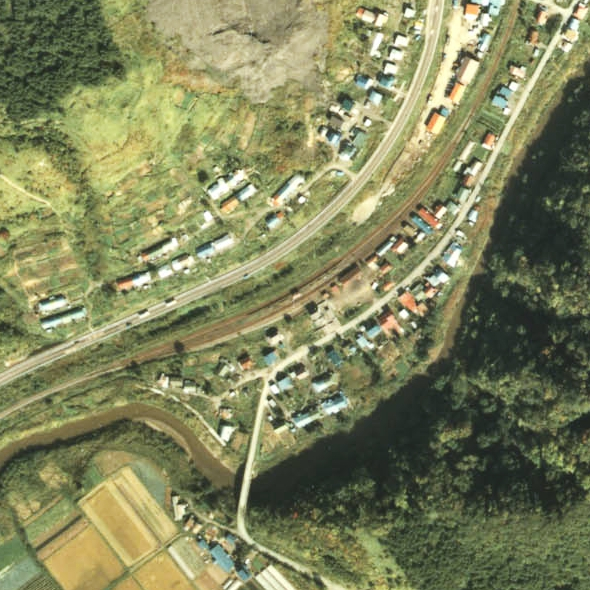
1977年の大和田駅と周囲約500メートル範囲。右上が留萌方面。島式1面2線、木造駅舎は健在でホーム上には待合室もある。

当駅は大和田炭砿の所有者大和田荘七の寄付により、運炭を目的として開設された。

### 年表
- 1907年（明治40年）頃：近隣の大和田炭砿及び斎藤炭山から留萌港へ馬車鉄道敷設[注釈 1]。
- 1910年（明治43年）11月23日：鉄道院留萠線深川駅 - 留萠駅間開通に伴い開業[3][4]。一般駅[1]。
- 1918年（大正7年）- 1924年（大正13年）の間：北海炭業大和田炭砿が当駅に積込場を設置。留萌港への馬車軌道を廃止し、当駅積込場までに切り替え[5]。
- 1925年（大正14年）：大和田炭砿閉山。
- 1931年（昭和6年）10月10日：線路名を留萠本線に改称、それに伴い同線の駅となる[4]。
- 1938年（昭和13年）?：寿炭砿大和田鉱業所が積込場設置及び専用線敷設[6]。
- 1949年（昭和24年）6月1日：公共企業体である日本国有鉄道に移管。
- 1957年（昭和32年）以前：寿炭砿専用線廃止[6]。
- 1960年（昭和35年）9月15日：貨物扱い廃止[1]。
- 1984年（昭和59年）2月1日：荷物扱い廃止[1]。同時に出札・改札業務を停止して、旅客関係の職員を配置しない無人駅となる[7][8]。但し閉塞扱いの運転要員は継続配置[7]。
- 1986年（昭和61年）11月1日：閉塞合理化に伴い交換設備廃止。運転無人化[9]。
- 1980年代後半：駅舎改築、貨車駅舎となる。
- 1987年（昭和62年）4月1日：国鉄分割民営化によりJR北海道に継承[1]。
- 1997年（平成9年）4月1日：線路名を留萌本線に改称、それに伴い同線の駅となる[4]。
- 2023年（令和5年）4月1日：石狩沼田駅 - 留萌駅間の廃止に伴い廃駅[10][JR北 1]。

### 駅名の由来
前述の大和田荘七所有の炭鉱所在地に設置されたため。

## 駅構造
廃止時点では単式ホーム1面1線を有する地上駅で、ホームは線路の南側（留萌方面に向かって右手側）にあった。、転轍機を持たない棒線駅となっている。1986年までは島式ホーム1面2線を有する列車交換可能な交換駅で、駅舎側（南側）が上り線、駅舎の反対側が下り線となっており、転轍機の形状は深川方、留萌方ともに上り線からの片開き分岐であった。また、駅舎とホームはホーム北側を結んだ構内踏切で連絡した。そのほか上り線の深川方から分岐し駅舎東側への行き止まりの側線を1線有していた。交換設備運用廃止後は1993年（平成5年）3月までに線路が撤去された。
廃止時点では無人駅となっており、有人駅時代の藤山駅と同型の駅舎は改築され、トイレの無い、ヨ3500形車掌車を改造した貨車駅舎となっていて、宗谷本線の貨車駅舎と全く同一の外観となっていた。駅舎は構内の南側に位置し、ホームから少し離れた位置の旧駅舎の基礎の上に設置されている。外壁の塗装は著しく劣化し、錆により駅名表記も読めないほどになっていたが、 2016年現在時期は不明だが塗装し直された。 かつてホーム上には60 - 70 cm四方の炭塊が飾られていたが、無人化以降に撤去された。

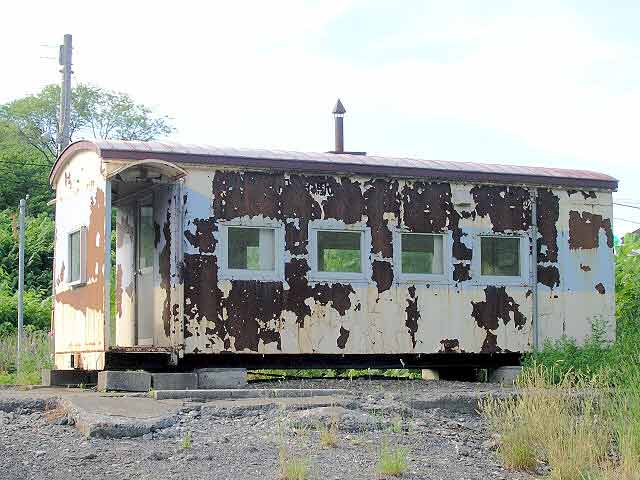
塗装直し前の駅舎（2004年6月）
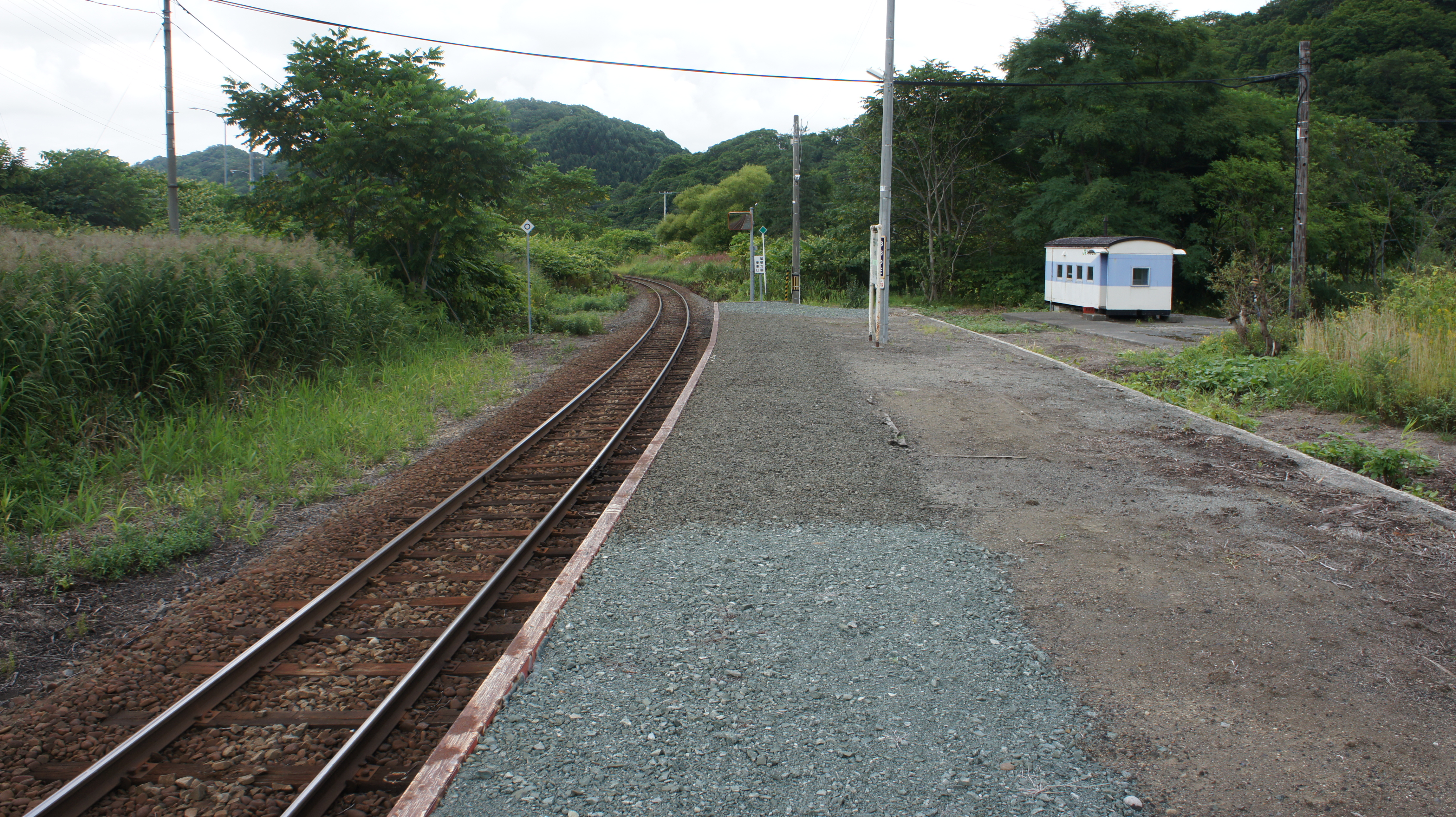
ホーム（2017年8月）
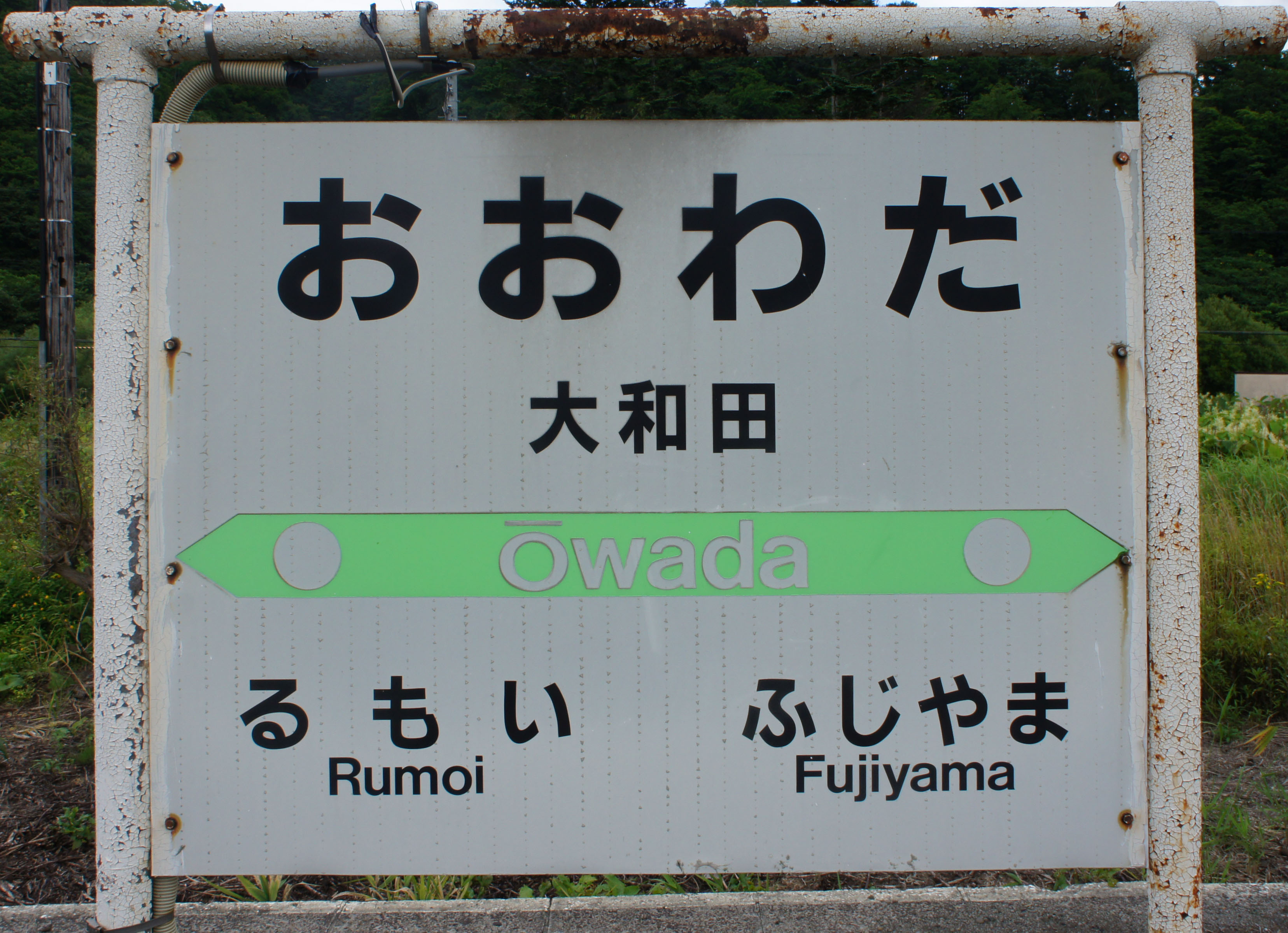
駅名標（2017年8月）

## 利用状況
乗車人員の推移は以下のとおりであった。年間の値のみ判明している年については、当該年度の日数で除した値を括弧書きで1日平均欄に示す。乗降人員のみが判明している場合は、1/2した値を括弧書きで記した。また、「JR調査」については、当該の年度を最終年とする過去5年間の各調査日における平均である。
| 年度               | 乗車人員 | 乗車人員 | 乗車人員     | 出典       | 備考                            |
| 年度               | 年間     | 1日平均  | JR調査       | 出典       | 備考                            |
| ------------------ | -------- | -------- | ------------ | ---------- | ------------------------------- |
| 1981年（昭和56年） |          | (7.5)    |              | [ 18 ]     | 1日乗降：15人                   |
| 1992年（平成04年） |          | (13.0)   |              | [ 14 ]     | 1日乗降：26人                   |
| 2015年（平成27年） |          |          | 「10名以下」 | [ 19 ]     |                                 |
| 2016年（平成28年） |          |          | 1.8          | [ JR北 2 ] | 同年度中に留萌駅 - 増毛駅間廃止 |
| 2017年（平成29年） |          |          | 1.8          | [ JR北 3 ] |                                 |
| 2018年（平成30年） |          |          | 1.8          | [ JR北 4 ] |                                 |
| 2019年（令和元年） |          |          | 2.0          | [ JR北 5 ] |                                 |
| 2020年（令和02年） |          |          | 1.4          | [ JR北 6 ] |                                 |
| 2021年（令和03年） |          |          | 1.4          | [ JR北 7 ] |                                 |
| 2022年（令和04年） |          |          | 1.8          | [ JR北 8 ] | 同年度末で営業終了              |

## 駅周辺
大和田の集落がある。国道が駅裏に切り替えられたため道路が細い砂利道となり、駅が街外れの人気のない場所となってしまっている。
- 国道233号（留萌国道）
- 深川留萌自動車道 留萌大和田インターチェンジ
- 留萌警察署大和田駐在所
- 大和田郵便局
- 留萌川
- 沿岸バス・道北バス「大和田」停留所

## 隣の駅
北海道旅客鉄道（JR北海道）
留萌本線（当駅廃止直前時点）
藤山駅 - 大和田駅 - *（東留萠信号場） - 留萌駅
*打消線は廃止信号場